# Col·legi de Guàrdies Joves «Duque de Ahumada»
El Col·legi de Guàrdies Joves Duque de Ahumada és un centre de formació de la Guàrdia Civil situat en la localitat madrilenya de Valdemoro, a 27 km al sud de Madrid. Les instal·lacions, al nord del municipi, alberguen també una escola d'especialització i de desactivació d'explosius. A diferència de l'acadèmia de Baeza (Jaén), al Col·legi de Guàrdies Joves de Valdemoro només poden accedir els fills i orfes de personal del Cos.

## Història
En 1855, onze anys després de la fundació del cos pel duc d'Ahumada, la Guàrdia Civil adquireix en Valdemoro el solar de la Real Fàbrica de Paños Finos situat al centre de la localitat, després de quedar-se petites les dependències de l'actual Centre Municipal de Cultura de la localitat veïna de Pinto. L'arquitecte provincial Bruno Fernández de los Ronderos, responsable també del Col·legi Marquès de Vallejo, també a Valdemoro o el Teatro Eslava a Madrid, va ser l'encarregat de projectar el nou immoble.
El Col·legi de Guàrdies Joves va formar a nombroses generacions de guàrdies civils, amb unes instal·lacions adaptades a les necessitats del cos. En 1936, amb l'esclat de la Guerra Civil, els alumnes del centre de formació són evacuats al Balneari de la Fuensanta, prop de Ciudad Real, mentre que l'edifici és condicionat com a hospital de sang. En 1940, una vegada finalitzat el conflicte, el col·legi reprèn la seva activitat habitual.
Durant la dècada dels seixanta, l'edifici comença a ser insuficient per a les necessitats d'un cos cada cop més professionalitzat, i s'adquireixen diverses finques als afores del municipi amb la finalitat de construir unes noves instal·lacions. En 1972 s'inaugura el nou col·legi i s'abandonen definitivament les instal·lacions. Després de l'enderrocament de l'edifici, en 1987 la parcel·la es transforma al Parc Duque de Ahumada, conservant alguns murs de l'antic col·legi com a tancament.

## Actualitat
Actualment, en el centre s'imparteix l'ensenyament de formació que faculta per a la incorporació a l'Escala de Caps i Guàrdies. Una cosa important a destacar és que el col·legi no és de la Guàrdia Civil com a institució, sinó dels guàrdies civils que paguen en les seves nòmines a l'associació pro orfes, famosa per haver estat espoliada per l'ex director general de la Guàrdia Civil Luis Roldán. Actualment és una de les instal·lacions més modernes i preparades del món, visitada contínuament per autoritats de tots els països i orgull dels guàrdies civils i per descomptat de la Guàrdia Civil. Així mateix, és l'aquarterament de la Unitat Especial d'Intervenció.
Un destacament francès ha arribat al principi del mes d'octubre 2017 per a 8 mesos d'ensenyament.

## Galons i Divises
| Galonistes       |                  |                  |                  |                  |                  |                  |                  |                  |
| Galonista 3r any | Galonista 3r any | Galonista 3r any | Galonista 2n any | Galonista 2n any | Galonista 2n any | Galonista 1r any | Galonista 1r any | Galonista 1r any |
| Galonista de 1a  | Galonista de 1a  | Galonista de 1a  | Galonista de 2a  | Galonista de 2a  | Galonista de 2a  | Galonista de 3a  | Galonista de 3a  | Galonista de 3a  |

| Alumnes          |                  |                  |                  |                  |                  |                  |                  |                  |
| Galonista 3r any | Galonista 3r any | Galonista 3r any | Galonista 2n any | Galonista 2n any | Galonista 2n any | Galonista 1r any | Galonista 1r any | Galonista 1r any |
| Alumne 3r any    | Alumne 3r any    | Alumne 3r any    | Alumne 2n any    | Alumne 2n any    | Alumne 2n any    | Alumne 1r any    | Alumne 1r any    | Alumne 1r any    |